# Nørre Rottrup
Nørre Rottrup er en herregård der ligger i Ulsted Sogn, i det tidligere Kær Herred, Ålborg Amt, Hals Kommune, nu Aalborg Kommune. Hovedbygningen er opført i 1840
Nørre Rottrup Gods er på 201,5 hektar

## Ejere af Nørre Rottrup
- (1840-1855) F. Hanche
- (1855-1881) Lars Jensen nr.1
- (1881-1918) Jens Jensen nr.1
- (1918-1948) Lars Jensen nr.2
- (1948-1988) Jens Jensen nr.2
- (1988-2018)Lars Jensen nr.3
- (2018)Morten Petersen.